# Dino Saccenti
Dino Saccenti (Prato, 20 giugno 1901 – 16 aprile 1981) è stato un partigiano e politico italiano.

## Biografia
Saccenti si iscrisse al Partito Comunista Italiano sin dalla fine degli anni venti, periodo in cui svolgeva il lavoro di operaio. In breve tempo raggiunse i vertici del partito, venendo nominato segretario della federazione milanese. Nel 1935 partì per la Francia e successivamente si diresse in Spagna, dove prese attivamente parte alla Guerra civile con il Battaglione Garibaldi, subendo diverse ferite durante la Battaglia dell'Ebro.
Nel 1940 venne catturato in Francia ed espatriato in Italia. Dopo l'armistizio di Cassibile fu attivo con le formazioni partigiane toscane; nel 1944 - a città liberata - fu scelto come sindaco di Prato, rimanendo in carica fino al 1946. Dopo la Liberazione, fu eletto all'Assemblea Costituente, venendo riconfermato anche per la prima e la seconda Legislatura.
Ricoprì a lungo l'incarico di presidente dell'ANPI provinciale di Prato.